# Peridelias
Peridelias là một chi bướm đêm thuộc họ Geometridae.